# Fakir Musafar
Roland Edmund Loomis (Aberdeen, 10 de agosto de 1930 – Menlo Park, 1 de agosto de 2018), conhecido profissionalmente como Fakir Musafar, foi um artista performático dos Estados Unidos conhecido por ter sido um dos fundadores do movimento primitivo moderno.

## Vida pessoal e formação
Nasceu em 10 de agosto de 1930 em Aberdeen, filho de Victor, mecânico e piloto de avião do correio aéreo, e Eva, dona de casa. Foi casado brevemente nos anos 60, e, em 1990, casou-se com a dominatrix Cléo Dubois. Ambos se conheceram nos anos 80 na Society of Janus e tornaram-se amigos, mas Cléo se apaixonou por Roland após assistir o filme Dances Sacred and Profane. Ele tinha dois irmãos, Roger e Karen, e um filho adotivo, Jeff Loomis.
Durante sua infância, estudou em uma escola luterana. Formou-se em Bacharel em Engenharia Elétrica e Educação pela Northern State Teachers College. Em 1956, tornou-se Mestre em Escrita Criativa pela Universidade Estadual de São Francisco.

## Biografia

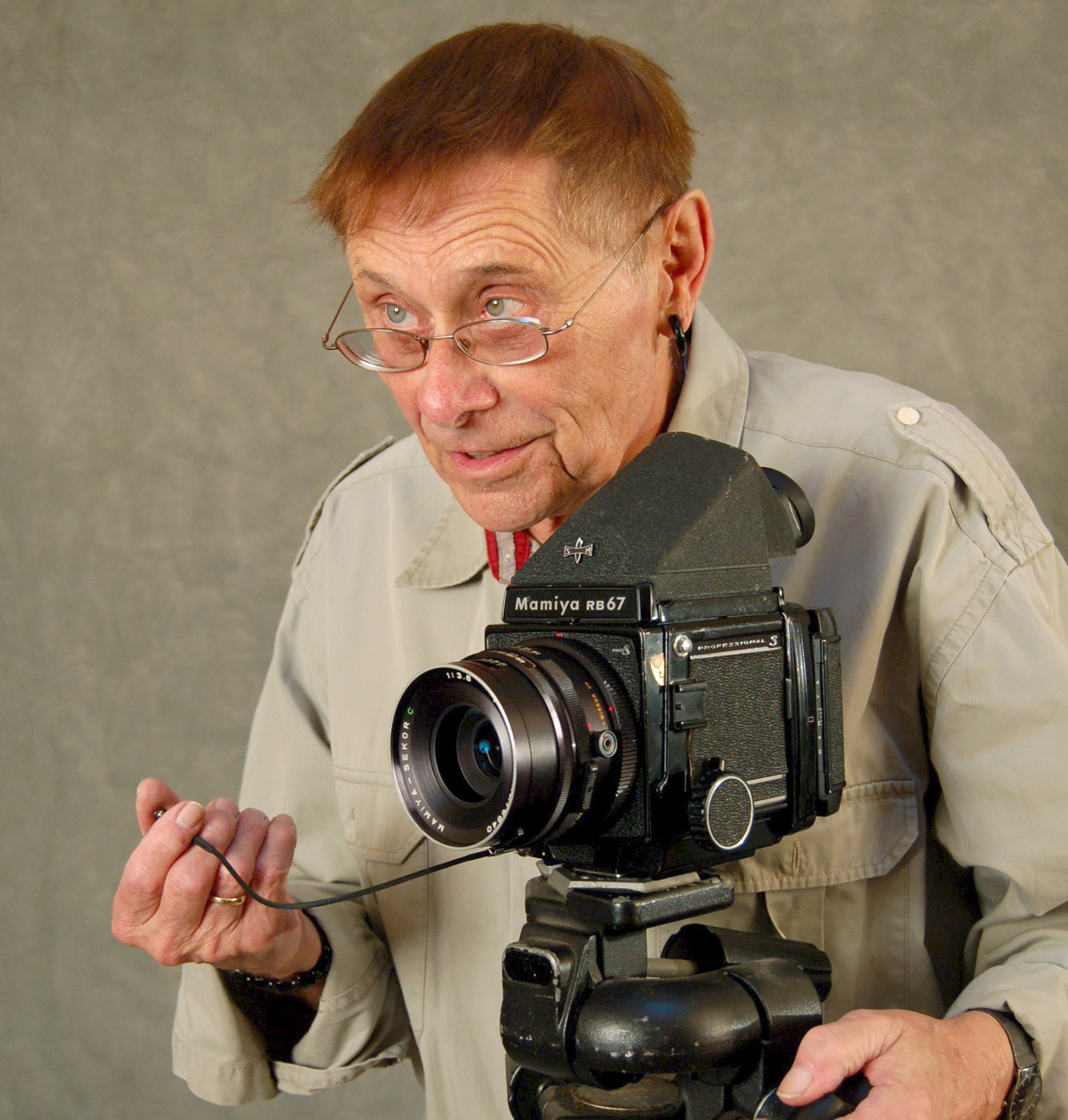
Fakir Musafar em 2010.

Durante sua infância, sua família morava dentro da reserva Sisseton-Wahpeton, do povo sioux. Aos quatro anos de idade, Loomis afirmava ter sonhado com vidas passadas, habilidade que ele teria perdido aos treze. Ele se interessou por rituais envolvendo modificações corporais aravés dos artigos que lia na National Geographic, o que o levou a estudar antropologia. Em 1952, serviu o Exército durante a Guerra da Coréia por dois anos, onde foi Instrutor de Demolições & Explosivos. Após sua graduação, trabalhou como professor de dança da Arthur Murray e com propaganda para empresas de tecnologia no Vale do Silício. Após seu mestrado, trabalhou como designer de roupas e fundou a Hourglass Corset Company, onde vendia espartilhos de ampulheta. Neste período, viajou para o Japão, onde interessou-se especialmente por irezumi.
Ele manteve discrição sobre suas atividades com body play até o fim dos anos 70. Apesar disso, Fakir costumava a se gravar e publicou em 1957 um artigo anônimo para a revista Bizarre emulando o uso do itaburi pelos nativos da Nova Guiné. Ele também escreveu para os periódicos Theater Journal, Skin Two e PFIQ. Ele performou diversos rituais de povos distintos. Em 1963, performou o O-KeePa com Davy Jones, o tatuador oficial do Hells Angels. Em 1967, performou o Kavadi, também com Davy Jones. Em 1977, assumiu o nome do sufi iraniano Fakir Musafar durante a primeira Convenção Internacional de Tatuagens. Muitas de suas práticas são versões modificadas de rituais de outros povos.
Em 1985, o documentário Dances Sacred and Profane o retratou utilizando um dispositivo que mantinha diversos "espetos" na parte superior de seu corpo e uma cena onde ele se ergue em uma árvore através de ganchos em seus peitos. Em 1988, foi um personagem secundário (o homem do quarto do hotel) do filme Die Jungfrauen Maschine.[carece de fontes?] Em 1989, foi entrevistado no livro Modern Primitives. Ele participou e dirigiu outros documentários, como Body Mod Squad (1998), da The South Bank Show e Sexcetera, Fakir Musafar: Profile, do Canal+, Human Canvas Part I e Part II, da TLC e no filme documentário Modern Tribalism, além de outras aparições no  TBS, FX e Discovery Channel. Fakir também apareceu muito na mídia, incluindo no Faith Daniels Show, da NBC, People Are Talking, da CBS, Earth Matters, da CNN, e Beyond Bizarre, da Discovery Channel.
Ele foi um dos criadores e contribuintes da revista Piercing Fans International Quarterly, onde alega ter inventado o nome "primitivo moderno". A revista foi encerrada em 1997. De 1992 a 1999, ele publicou a revista Body Play and Modern Primitives Quarterly, que encerrou suas publicações por falta de assinantes. A revista publicava tópicos sobre modificação corpórea, como branding, suspensão, contorcionismo e bondage.
Também foi o fundador da Fakir Body Piercing & Branding Intensives, onde ministrava workshops em São Francisco, chamados de "Fakir Intensives".
Fakir envolveu-se com a comunidade fetichista desde 1972, entrando em contato com nomes como Doug Malloy. Ele foi considerado o introdutor de ganchos, danças e modificações corpóreas no BDSM, mais especificamente na comunidade gay s/m, quando em 1999 ele e sua esposa ministraram um workshop de três dias na Arizona Power Exchange, que futuramente tornou-se o ritual Dança das Almas.
Nos últimos anos de sua vida, dedicou-se a registrar e fotografar o movimento primitivo moderno e acolheu "protegidos" para passar seus conhecimentos a diante.
Em maio de 2018, Fakir anunciou em seu website que estava sofrendo com um câncer de pulmão de estágio 4. Ele morreu na manhã de 1 de agosto de 2018. Inicialmente, sua morte foi divulgada pela sua esposa no Facebook, com o obituário sendo confirmado pela Artforum.

## Tributos
Musafar foi tema de exibições feitas pela Leather Archives & Museum. Em 1993, ele recebeu o Steve Maidhof Award para Trabalhos Nacionais e Internacionais da National Leather Association International. Em 2019, ele foi incluído no Leather Hall of Fame e no Society of Janus Hall of Fame.[carece de fontes?] A Biblioteca Bancroft, da Universidade da Califórnia em Berkeley, possui um arquivo com aproximadamente 13.400 fotografias e 178.78 GB de vídeos, fotos e outros arquivos feitos por Fakir. A Association of Professional Piercers também possui um acervo de Fakir.